# Пятикоп, Александр Иванович
Александр Иванович Пятикоп (род. 14 декабря 1962 года, Калининград, СССР) — российский педагог, государственный и политический деятель. Депутат Государственной Думы VII созыва, член фракции «Единая Россия», член комитета по федеративному устройству и вопросам местного самоуправления.

## Биография
В 1986 году получил высшее образование по специальности «Преподаватель истории и обществоведения» окончив Калининградский государственный университет. В 1992 году прошёл переподготовку по специальности «Менеджер образовательных систем» в Калининградской высшей школе управления. В 2000 году окончил юридический факультет Калининградского государственного университета. В 2000 году защитил диссертацию на соискание учёной степени кандидата педагогических наук. В 2005 году прошёл переподготовку в Северо-Западной академии государственной службы по специальности "Государственное и муниципальное управления.
С 1984 по 1986 год параллельно с учёбой работал в средней школе № 29 города Калининграда учителем физкультуры. С 1987 по 1989 год служил в рядах Советской Армии. После демобилизации, с 1987 по 1989 год вернулся в среднюю школу № 29 на должность учителя физкультуры. В 1990 году перешёл на работу в школу № 37 работал в должности заместителя директора школы по учебной части, одновременно работал в научной лаборатории Института общей педагогики Академии педагогических наук СССР в должности младшего научного сотрудника. С 1990 по 2001 год работал в средней школе № 20 в должности директора школы. В 1997 году избран депутатом Совета депутатов города Калининграда II созыва.
В марте 2001 года избран депутатом Совета депутатов города Калининграда III созыва по одномандатному избирательному округу № 17. В 2006 году повторно избран депутатом Совета депутатов городского округа «Город Калининград» IV созыва. В 2011 году баллотировался в окружную Думу Калининграда от партии «Единая Россия», по результатам выборов избран депутатом Окружного Совета депутатов города Калининграда V созыва по одномандатному избирательному округу № 23. С 2012 по 2013 год был председателем Совета депутатов.
В сентябре 2016 года выдвигался в депутаты Госдумы от партии «Единая Россия», по результатам выборов избран депутатом Государственной думы РФ VII созыва по одномандатному избирательному округу № 97.

## Законотворческая деятельность
С 2016 по 2019 год, в течение исполнения полномочий депутата Государственной Думы VII созыва, выступил соавтором 15 законодательных инициатив и поправок к проектам федеральных законов.

## Награды
- Заслуженный учитель Российской Федерации[10].